# 紀元前835年
紀元前835年（きげんぜん835ねん）は、西暦による年。

## 他の紀年法
- 干支 : 丙寅
- 中国
  - 周 - 共和7年
  - 魯 - 真公21年
  - 斉 - 武公16年
  - 晋 - 釐侯6年
  - 秦 - 秦仲10年
  - 楚 - 熊厳3年
  - 宋 - 釐公24年
  - 衛 - 釐侯20年
  - 陳 - 幽公20年
  - 蔡 - 夷侯3年
  - 曹 - 夷伯30年
  - 燕 - 恵侯30年
- 朝鮮
  - 檀紀1499年
- ユダヤ暦 : 2926年 - 2927年
- アッシリア暦 : 3916年
- 人類紀元 : 9166年